# Daminik Siamaszka
Daminik Siamaszka (biał. Дамінік Сямашка; ur. 16 sierpnia 1878 w Wilnie, zm. 27 listopada 1932 w Kownie) – białoruski polityk i działacz społeczny, członek Taryby (1918–1920) i minister Pierwszej Republiki Litewskiej ds. białoruskich (1919–1922).

## Życiorys
Od czasów młodości zaangażowany był w białoruski ruch narodowy, opowiadał się za restytucją Wielkiego Księstwa Litewskiego w granicach z 1772 ze znaczną autonomią dla Białorusi. Związany był z wileńską lożą wolnomularską „Litwa” (od 1911) i „Białoruś” (1914).
W grudniu 1915 Siemaszka wszedł w skład Tymczasowej Rady Konfederacji Wielkiego Księstwa Litewskiego, w której obok działaczy białoruskich znaleźli się Żydzi i Litwini. Rada wydała Uniwersał zapowiadający restytuację Litwy w granicach historycznych. W kwietniu 1918 Siemaszka reprezentował Wileńską Radę Białoruską w negocjacjach z Tarybą – Białorusini domagali się wówczas 1/4 miejsc w litewskich organach politycznych, włączenia Białegostoku i Bielska Podlaskiego do Pierwszej Republiki Litewskiej, a także autonomii dla Białorusi w strukturach państwa litewskiego.
27 listopada 1918 wraz z pięcioma innymi działaczami białoruskimi Siemaszka znalazł się w Tarybie, w kwietniu 1919 Białorusinów reprezentowało w radzie już 9 członków. Wraz z litewskimi politykami reprezentował kraj w obradach paryskiej konferencji pokojowej od lutego 1919. Wziął też udział w negocjacjach z Rosyjską FSRR w czerwcu i lipcu 1920, podczas których domagał się od Rosji uznania praw Litwy do guberni grodzieńskiej.
Od 1919 do lutego 1922 pełnił urząd ministra Republiki Litewskiej ds. białoruskich. Po odejściu od działalności politycznej pracował w litewskim pożarnictwie. Był redaktorem czasopisma „Lietuvos gaisrininką”.